# Pete Wentz
Pour les articles homonymes, voir Wentz.
Peter Lewis Kingston "Pete" Wentz III (né le 5 juin 1979 à Wilmette, dans l'Illinois) est un auteur-compositeur-interprète, musicien, homme d'affaires, producteur de cinéma et producteur de musique américain. Il est surtout connu pour être le bassiste, parolier et choriste du groupe de rock Fall Out Boy, depuis 2001. Avant l'ascension du groupe en 2001, Pete était le leader et parolier du groupe Arma Angelus. Lorsque les Fall Out Boy ont fait une pause de 2009 à 2012, Pete a formé le groupe electropop, Black Cards. Il a également fondé sa propre maison de disques, Decaydance Records, qui a lancé des groupes tels que : Panic! at the Disco et Gym Class Heroes. En février 2013, après une pause de plus de trois ans, les Fall Out Boy ont fait leur retour avec la sortie de leur cinquième album Save Rock and Roll, en avril 2013.
En dehors de la musique, Pete est également un homme d'affaires, écrivain et acteur. En 2005, il a lancé sa propre entreprise, baptisée Clandestine Industries, qui distribue des livres et des vêtements de tout genre. Il a également fondé sa propre société de production, baptisée Bartskull Films, ainsi que sa propre boite de nuit, baptisée Angels & Kings. Il fait également partie de l'Unicef.

## Biographie
Né à Wilmette, une banlieue de Chicago, dans l'Illinois, Peter Lewis Kingston Wentz III est le fils aîné de Dale Lewis, conseillère d'un lycée, et de Pete Wentz II, un avocat,. Il a une jeune sœur, Hillary, et un jeune frère, Andrew. Il a des origines anglaises et allemandes du côté de son père, et afro-jamaïcaines du côté de sa mère,. Son grand-père maternel noir, prénommé Arthur Winston Lewis, était l'ambassadeur de la Sierra Leone ; et le Général Colin Powell, est le cousin de son grand-père,.
Ses parents se sont rencontrés dans les années 70, lors de la campagne du 47e vice-président des États-Unis, Joe Biden,. Il a étudié aux écoles New Trier High School et North Shore Country Day School, de Winnetka, dans l'Illinois, où il a joué au football. Il envisageait de poursuivre une carrière professionnelle dans ce domaine, mais il a compris que la musique était une décision plus raisonnable. Cependant, il a déclaré qu'il a "toujours eu une magnifique connexion avec le ballon, mais ce n'était pas une aventure. La musique était un vrai challenge mais, qu'à la fin, c'était une belle expérience".
Durant sa première année au lycée, il séchait régulièrement les cours, et le conseiller d'éducation a convaincu ses parents de l'envoyer dans une maison de correction. Afin d'évacuer ses frustrations, il a commencé à écrire des chansons. Par la suite, il a pris des cours de piano, et a adopté le mode de vie "straight edge". Cependant, due à cette période, il a tendance à consommer de l'alcool. Après être ressorti diplômé du lycée en 1997, il a intégré l'université DePaul, où il a étudié la science politique, avant d'arrêter ses études peu avant d'obtenir son diplôme, afin de se concentrer sur sa carrière musicale.

## Carrière musicale

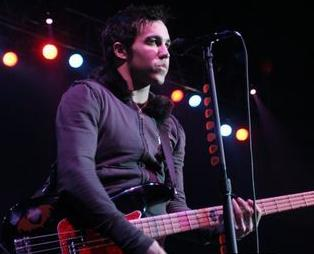
Pete Wentz en décembre 2006.

### 1998-2002: Arma Angelus
Il a, principalement, fait de la scène hardcore de Chicago, et il a fait partie de nombreux groupes, à la fin des années 90 : First Born, Birthright, Extinction, Arma Angelus, Yellow Road Priest et Racetraitor. Plus tard, Pete et Joe Trohman, l'ancien bassiste d'Arma Angelus, ont fondé le groupe Fall Out Boy. En 2002, les Arma Angelus ont donné leur dernier concert.

### 2001-2009 et 2013-présent: Fall Out Boy

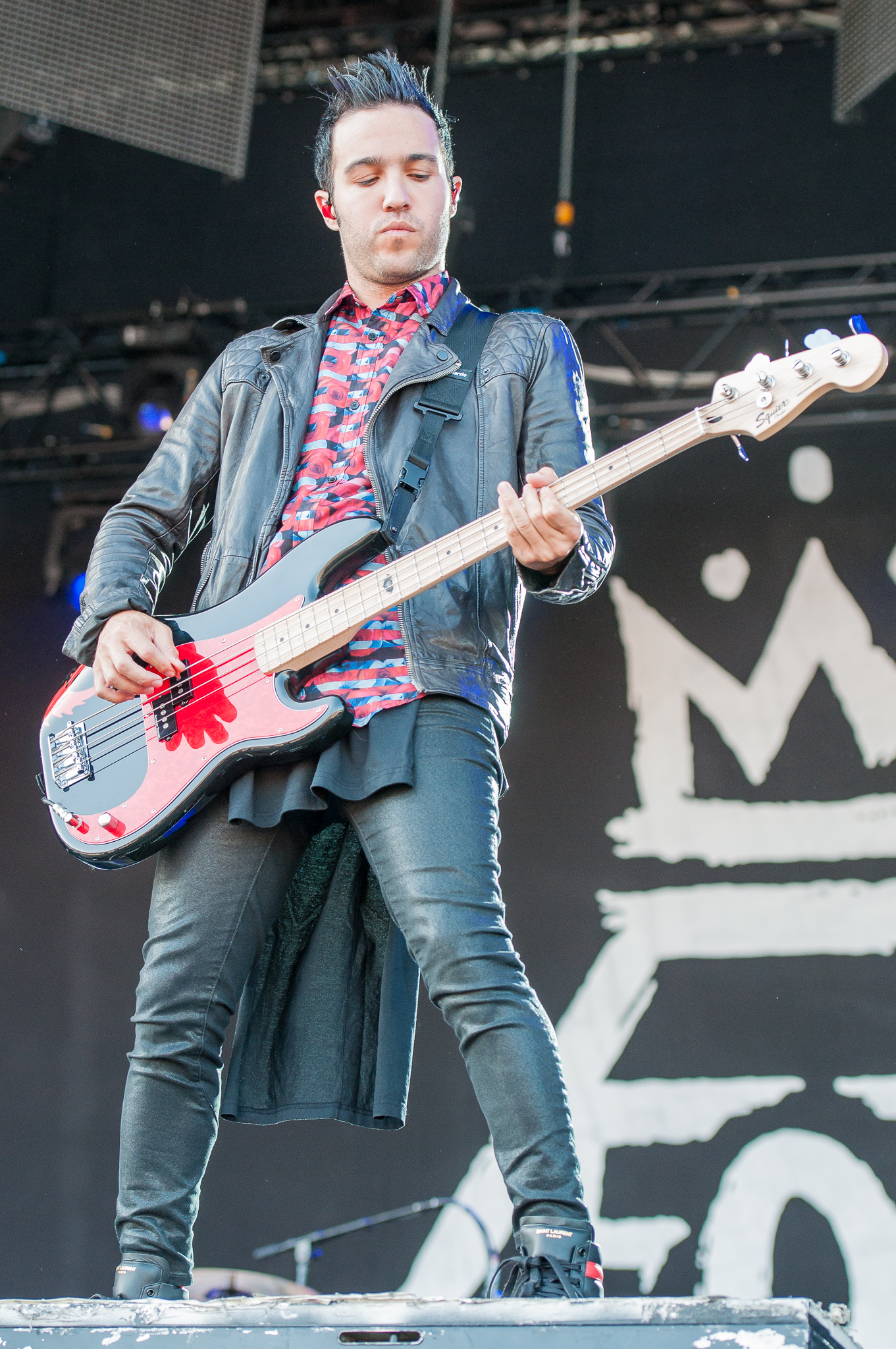
Pete Wentz en concert en juin 2014.

En 2002, les Fall Out Boy ont sorti un EP, intitulé Fall Out Boy/Project Rocket Split EP. Peu après, en 2003, ils ont sorti leur LP, Fall Out Boy's Evening Out with Your Girlfriend, sous le label Uprising Records. Après la sortie de leur troisième album studio - qui a eu beaucoup de succès, From Under the Cork Tree, leur LP a été remixé, puis réédité sous forme numérique, sous le label Island Records. En 2003, le groupe a sorti leur premier album studio Take This to Your Grave, sous le label Fueled by Ramen. Cette même année, ils ont signé un contrat avec la maison de disques Island Records et, en 2004, ils ont sorti un EP acoustique ainsi qu'un DVD, My Heart Will Always Be the B-Side to My Tongue.
En 2005, ils ont sorti leur troisième album studio, From Under the Cork Tree. Pete a co-écrit le premier single Sugar, We're Goin Down avec son père à Chicago ; le single a été placé à la 8e place dans le Billboard Hot 100. L'album a été certifié double platine par la Recording Industry Association of America.
En 2007, les Fall Out Boy ont sorti leur quatrième album studio, Infinity on High - qui s'est placé en tête du Billboard 200, après s'être vendu à plus de 260 000 exemplaires ; le premier single This Ain't a Scene, It's an Arms Race, a été numéro 1 dans les charts américains. Le deuxième single, Thnks fr th Mmrs, s'est vendu à plus de 2 millions d'exemplaires aux États-Unis. Leur cinquième album, Folie à deux, est sorti le 13 décembre 2008 et s'est placé à la huitième place dans le Billboard 200.
Le 20 novembre 2009, les quatre membres du groupe ont annoncé qu'ils allaient faire une pause, pour une durée indéterminée. Pete a déclaré qu'il se devait de faire une pause, car il sentait que son nom et son mariage avec Ashlee Simpson étaient devenus un obstacle pour le groupe. Le 4 février 2013, au bout de trois ans de pause, le groupe a annoncé que leur pause était terminée. En avril 2013, ils ont sorti leur sixième album, Save Rock and Roll.

### 2010-présent: Black Cards
En juillet 2010, Pete et la chanteuse Bebe Rexha ont créé le groupe electropop, Black Cards, avec le guitariste Nate Patterson et le batteur Spencer Peterson. Au départ, le groupe envisageait de sortir leur premier LP, dans l'été 2011. Cependant, le départ de Bebe Rexha et de Nate Patterson ont changé ont empêché la sortie de leur LP. Dès lors, ils ont commencé à travailler sur une mixtape, et ont remixé les chansons d'autres artistes.
Durant des vacances avec sa famille, Pete s'est inspiré du reggae, grâce à l'album Two Sevens Clash du groupe Culture, et de l'album Warriors des Gladiators,. Dès lors, Pete a contacté le producteur de musique Sam Hollander, et lui a expliqué qu'il voulait travailler sur un nouveau projet de ska, reggae, dance, rock des années 80, et pop, afin de faire de la musique expérimentale.

## Autres projets

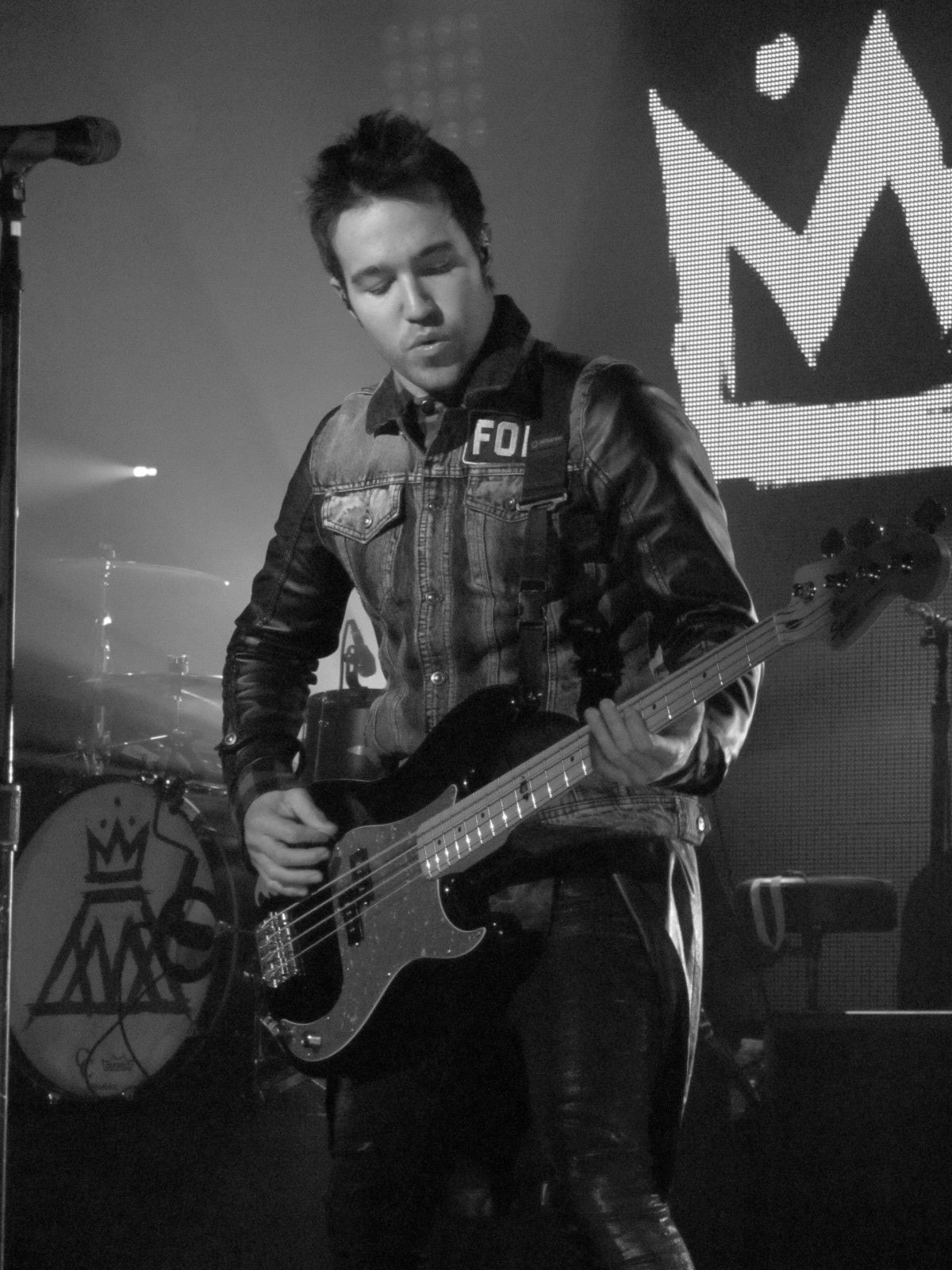
Pete Wentz en concert en mai 2013.

Outre sa carrière musicale, Pete s'est impliqué dans de nombreux autres projets. Patrick Stump, membre des Fall Out Boy, a déclaré : « Parfois, ça me fait peur de le regarder faire tout ça. Si tu le laisses tout seul deux secondes, il a déjà prit 30 décisions pour le groupe, pour le restant de l'année. ». En 2005, il a lancé sa propre entreprise, baptisée Clandestine Industries, qui distribue des livres et des vêtements de tout genre. Le 2 août 2007, la compagnie de mode DKNY est entrée en collaboration avec l'entreprise de Pete. Il a, lui-même, été le mannequin qui introduisait la marque sur le site officiel.
En avril 2007, il a même sorti sa propre ligne de basses en partenariat avec la marque Squier. En 2008, Pete a donné à son fils Bronx Mowgli Wentz une mini version de sa guitare.
En avril 2007, il a fondé sa propre boite de nuit à New York, baptisée Angels & Kings, en partenariat avec les Fall Out Boy, Gym Class Heroes, The Academy Is... et Cobra Starship. En juin 2007, il a ouvert la même boite de nuit, à Chicago. Le 13 décembre 2008, Pete et Travie McCoy, ont fait une exposition pour une galerie d'art de Los Angeles, intitulée Without You, I'm Just Me. L'exposition a été retirée de la galerie d'art le 24 décembre 2008. Par la suite, il a joué dans un épisode des Experts : Manhattan, aux côtés de son épouse de l'époque Ashlee Simpson. Le 27 mars 2009, il a présenté les MTV Australia Awards, à Sydney.
En 2010, Pete a collaboré avec Mark Hoppus sur la chanson In Transit, pour la bande originale du film Alice au pays des merveilles. Il a également été juré lors de la 10e et 11e cérémonie des Independent Music Awards,.

### Écrivain

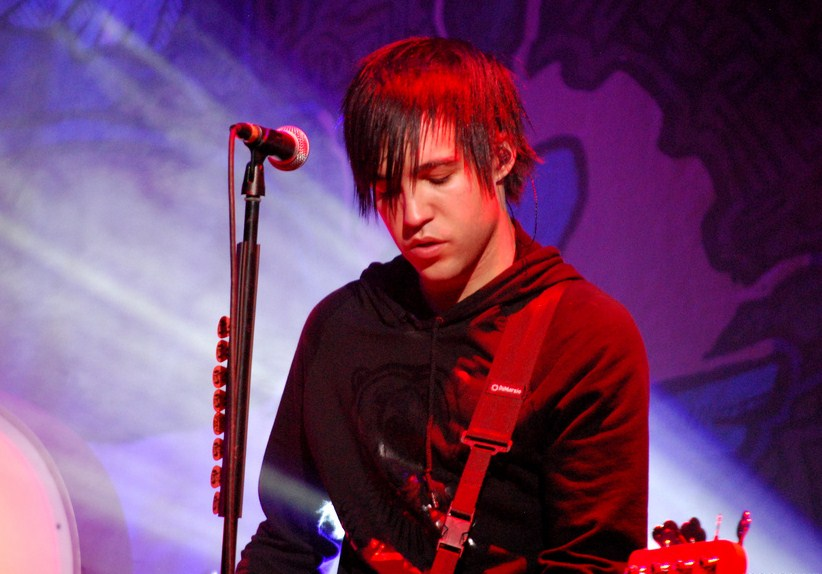
Pete Wentz en concert en août 2009.

En 2005, Pete a sorti son premier livre, intitulé The Boy with the Thorn in His Side, qui raconte tous les cauchemars qu'il faisait lorsqu'il était enfant. Le titre du livre fait référence à la chanson The Boy with the Thorn in His Side, qui figure sur l'album The Queen Is Dead, des Smiths. Pete a expliqué que, pour lui, l'écriture lui était aussi vitale qu'écrire des chansons : « Mon inspiration et mes idées ne commencent ou ne terminent pas au début ou à la fin d'une chanson. C'est trop limité. ». Alors qu'il prévoyait de sortir un deuxième livre, intitulé Rainy Day Kids, mais il a finalement déclaré sur son compte Facebook que le livre ne sortirait pas. En février 2012, il a posté une photo sur son blog d'un manuscrit, Rainy Day Kids, et qu'il comptait l'éditer en une quarantaine de pages. Le 13 décembre 2012, il a publié la couverture du livre, désormais intitulé Gray ; il est sorti le 26 février 2013.
En juin 2009, il a été annoncé qu'il sortirait sa propre mini-série de comics, intitulée Fall Out Toy Works. Pour sa collection, il a collaboré avec le dessinateur Darren Romanelli. La première série de comics est sortie le 2 septembre 2009.

### Comédie
Pete a fondé sa propre société de production, baptisée Bartskull Films, qui a produit le téléfilm Release the Bats. Il a joué dans de nombreux épisodes de la série dramatique Les Frères Scott, en 2008. Il a ensuite fait une brève apparition dans la série Californication. Le 24 février 2008, il a joué dans un sketch de Jimmy Kimmel, avec d'autres célébrités. Il a également réalisé le clip If It's Love du groupe Train. En 2009, il est apparu dans la série canadienne Degrassi : La Nouvelle Génération. C'est dans cette même année qu'il joue le rôle de Chester Bryon dans la série Les Experts à Manhattan (S05E18) aux côtés de son ex-femme Ashlee Simpson. En 2014, il présente la deuxième saison de l'émission Best Ink.

## Vie privée

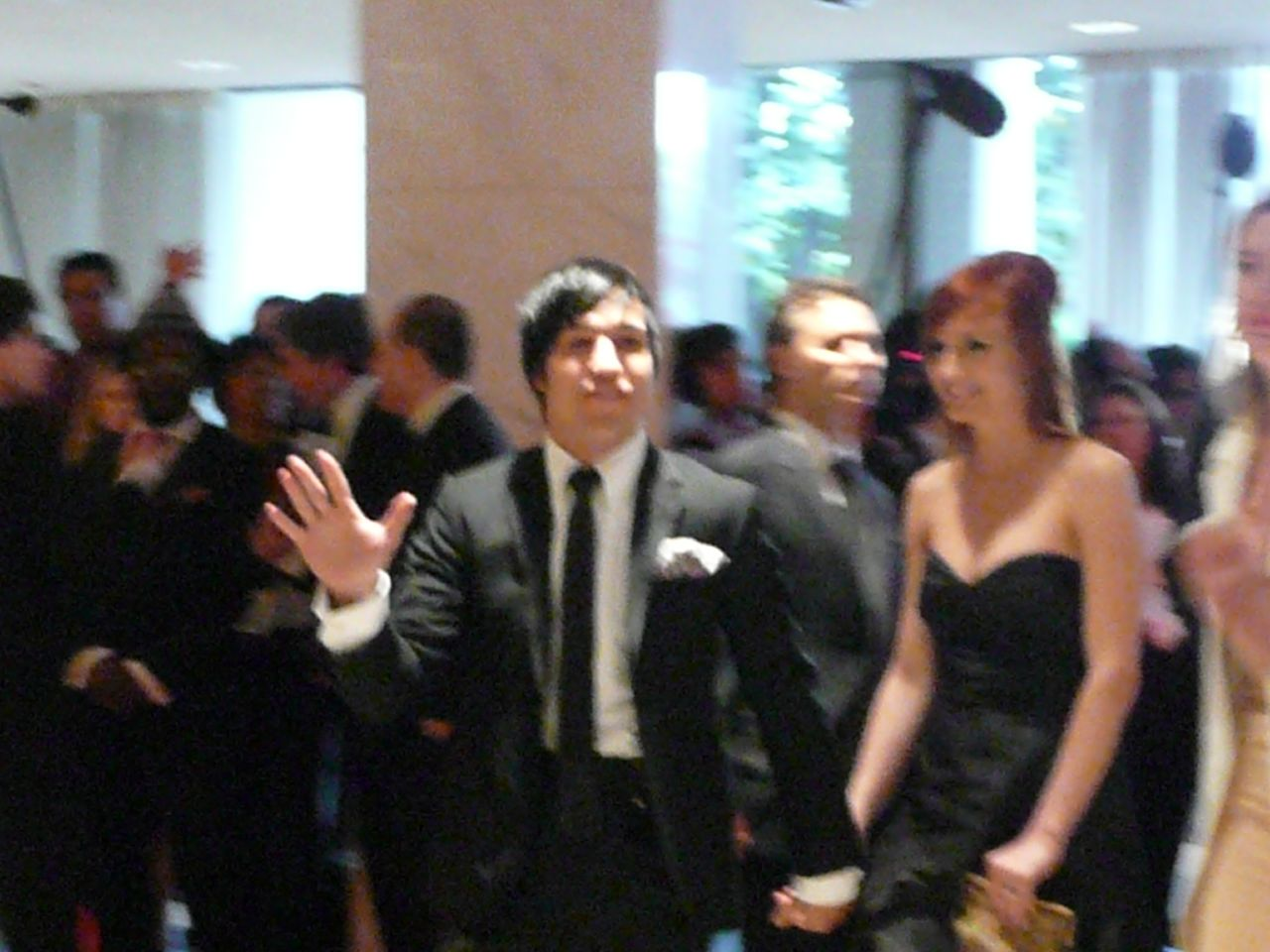
Pete Wentz et son ex-épouse Ashlee Simpson en avril 2008.

Pete est bipolaire et se soigne depuis l'âge de 18 ans. En février 2005, il a fait une tentative de suicide, en faisant une overdose d'Ativan ; il a donc été hospitalisé pendant une semaine. Lors d'une interview avec un magazine, Pete est revenu sur cette affaire :
« Je me suis isolé du reste du monde de plus en plus et, plus je m'isolais, plus je me sentais seul. Je ne dormais plus. Je voulais simplement que ma tête cesse d'être en activité, car je voulais juste arrêter de penser. Je ne voulais plus penser du tout. »
Il a d'ailleurs évoqué cette difficile épreuve dans la chanson 7 Minutes in Heaven (Atavan Halen), des Fall Out Boy, qui figure sur leur album From Under the Cork Tree. Afin de se reconstruire après ces événements, Pete est revenu vivre avec ses parents. Plus tard, il a accepté de témoigner et de revenir sur cette période de sa vie pour le site Internet, Halfofus.com. Il a déclaré que la version de Jeff Buckley, de la chanson Hallelujah, lui a sauvé la vie.
En août 2006, Pete a commencé à fréquenter l'actrice et chanteuse Ashlee Simpson - rencontré lors des MTV Video Music Awards, peu avant. Après s'être fiancés en avril 2008, ils se sont mariés le 17 mai 2008 dans la résidence des Simpson à Encino, en Californie. Le 20 novembre 2008, Ashlee a donné naissance à leur premier enfant, un garçon prénommé Bronx Mowgli Wentz. Le 9 février 2011, Ashlee a demandé le divorce, citant des « désaccords insurmontables », au bout de cinq ans de vie commune et trois ans de mariage. Leur divorce a été prononcé le 22 novembre 2011. Peu après l'annonce de leur divorce, il a été révélé que Pete ne voulait pas divorcer, mais qu'Ashlee le voulait car, pour elle, "ils se sont mariés trop jeunes, ont eu un enfant trop vite, et ont tout simplement évolué chacun de leur côté",.
Depuis août 2011, Pete est le compagnon du mannequin Meagan Camper - de 10 ans sa cadette. Le 20 août 2014, elle a donné naissance à leur premier enfant ensemble, un garçon prénommé Saint Laszlo Wentz,,. Le 14 mai 2018, elle a donné naissance à leur deuxième enfant ensemble, une fille prénommée Marvel Jane Wentz.